# Limenitis cytherea
Limenitis cytherea är en fjärilsart som beskrevs av Carl von Linné 1758. Limenitis cytherea ingår i släktet Limenitis och familjen praktfjärilar. Inga underarter finns listade i Catalogue of Life.